# 肖恩·哈珀
肖恩·史蒂芬·哈珀（1993年2月14日— ）是美國的一位演員，他也是一位音樂人和舞者。他在9歲時就開始學習表演和舞蹈。他最出名的作品是在迪士尼頻道的青少年情景喜劇系列《我愛夏莉》中飾演Spencer Walsh角色。在2012年2月14日，他發行了自己的首張音樂專輯。

## 外部連結
- 官方网站
- YouTube上的
- 肖恩·哈珀在互联网电影资料库（IMDb）上的資料（英文）
- 肖恩·哈珀的X（前Twitter）